# Eau Claire (Wisconsin)
Pour les articles homonymes, voir Eau Claire.
Eau Claire est une ville située dans le centre-ouest du Wisconsin, aux États-Unis. C’est le siège du comté d'Eau Claire. Lors du recensement de 2020, sa population s’élevait à 69 421 habitants.

## Toponymie
Le toponyme « Eau Claire » date de l'époque de la Nouvelle-France. Les premiers explorateurs européens à parcourir ce territoire septentrional de la Louisiane française furent les coureurs des bois et trappeurs canadiens-français dès le XVIIe siècle.
La ville prit le nom de la rivière Eau Claire qui coule à cet endroit et qui est un affluent de la rivière Chippewa, elle-même étant un affluent du fleuve Mississippi.

## Géographie

### Localisation

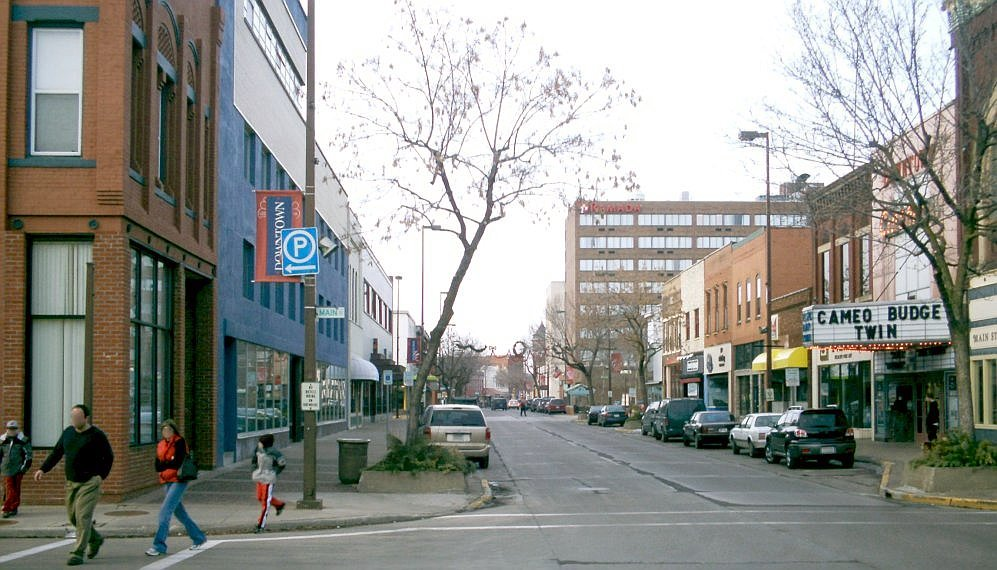
Barstow Street

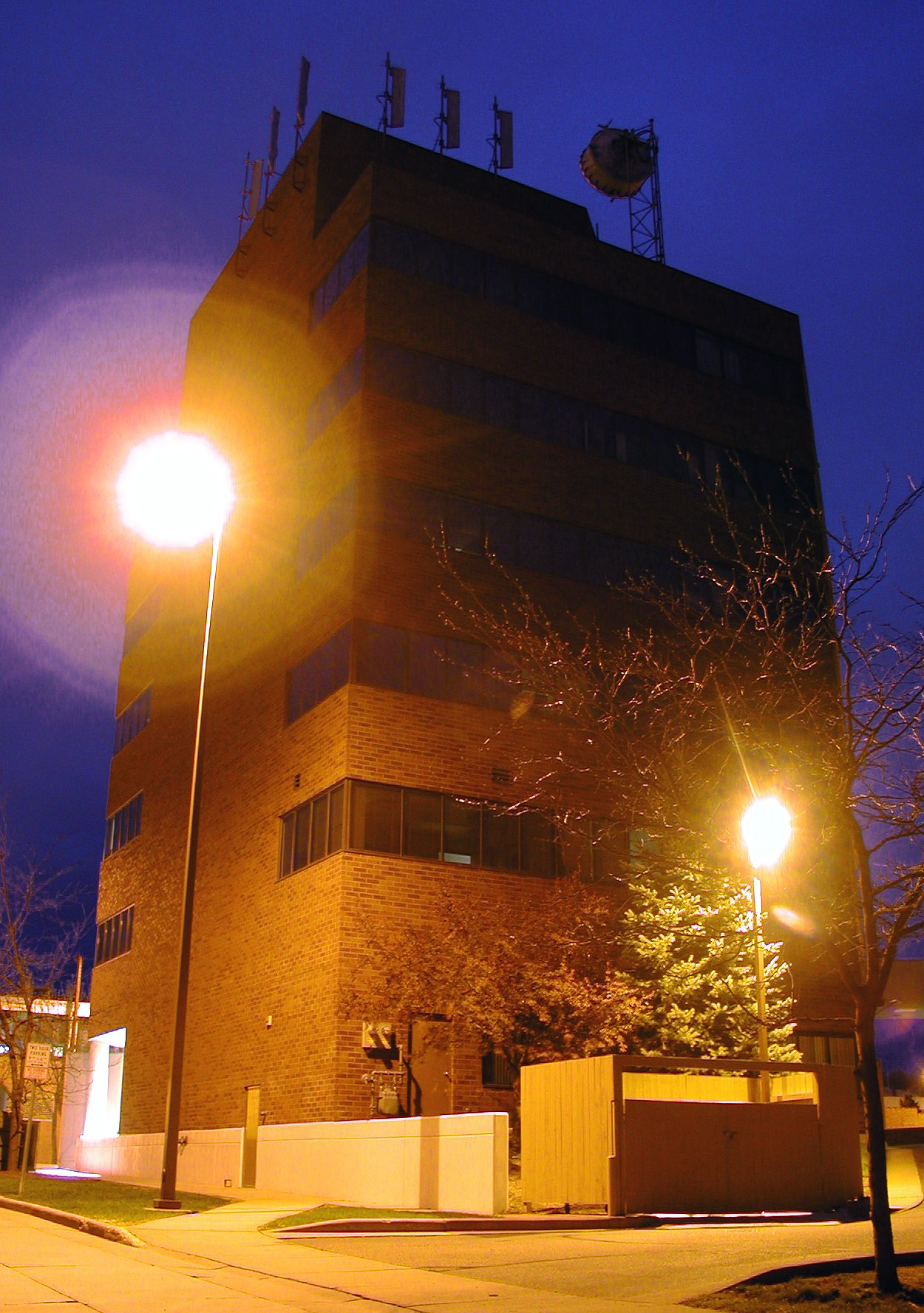
Graham-Riverside Building

Eau Claire se trouve approximativement 145 km à l'est de Minneapolis et Saint Paul, dans le Minnesota.
La ville fut fondée près de la confluence de la rivière Eau Claire et de la rivière Chippewa, en tant que trois villages séparés. la plus grande partie du centre-ville est sur le village original d'Eau Claire. De l'autre côté de la rivière se trouvait West Eau Claire, fondé en 1856, près de l'emplacement actuel de la cour de justice du comté. La ville a été incorporée en 1872.  Entre 3 et 4 km en aval, la scierie Daniel Shaw & Co. fonda une ville, Shawtown, qui a été annexée à la ville dans les années 1930. Dans les années 1950, les villes unifiées se sont étalées vers l'est jusqu'à rejoindre Altoona.
D'après le Bureau du recensement des États-Unis, la ville a une surface totale de 83,8 km2. Dont 78,4 km2 (sont des terres et 5,4 km2, soit 6,46 %, sont de l'eau.
Il y a deux lacs dans la ville, l'étang de Dells, et le lac Half Moon. L'étang de Dells est un réservoir créé par un barrage hydroélectrique, et était autrefois utilisé comme piscine. Le lac Half Moon est un lac de méandre créé sur l'ancien lit de la rivière Chippewa.

### Climat
Le climat à Eau Claire évolue de la façon suivante :
| Mois                | Jan  | Fév  | Mar  | Avr  | Mai   | Juin  | Juil | Aou | Sep  | Oct  | Nov  | Déc  | Année |
| ------------------- | ---- | ---- | ---- | ---- | ----- | ----- | ---- | --- | ---- | ---- | ---- | ---- | ----- |
| Moy. Hautes Temp °C | -4   | -2   | 4    | 13   | 21    | 26    | 28   | 27  | 22   | 15   | 5    | -2   | 12    |
| Moy. Basses Temp°C  | -15  | -13  | -6   | 1    | 7     | 13    | 16   | 14  | 10   | 3    | -3   | -11  | 1     |
| Pluies en mm        | 27,9 | 27,9 | 45,7 | 68,6 | 101,6 | 119,4 | 86,4 | 94  | 91,4 | 63,5 | 43,2 | 30,5 | 800,1 |
| Source: Weatherbase |      |      |      |      |       |       |      |     |      |      |      |      |       |

## Politique

### Gouvernement
Depuis 1948, Eau Claire a eu un gérant municipal du gouvernement et donc pas de maire. Plusieurs discussions en vue de rétablir un maire ont été tenues depuis 1948, il en résulta 6 référendums sans succès. Plus récemment, une pétition, avec 3 126 signatures, a été présentée au conseil municipal le 21 février 2006, afin que la demande soit sujette à un vote le 4 avril 2006. Puisque la pétition n'a pas été présentée à temps, la demande est officiellement « morte » au moins jusqu'en automne 2006.  
Le conseil municipal d'Eau Claire est constitué actuellement[Quand ?] de 5 membres élus des districts, plus un président du conseil, qui est élu par l'ensemble des votants de la ville.

## Population et société

### Démographie
| Groupe            | Eau Claire | Wisconsin | États-Unis |
| ----------------- | ---------- | --------- | ---------- |
| Blancs            | 91,4       | 86,2      | 72,4       |
| Asiatiques        | 4,6        | 2,3       | 4,8        |
| Métis             | 1,8        | 1,8       | 2,9        |
| Afro-Américains   | 1,1        | 6,3       | 12,6       |
| Autres            | 0,6        | 2,4       | 6,2        |
| Amérindiens       | 0,5        | 1,0       | 0,9        |
| Total             | 100        | 100       | 100        |
|                   |            |           |            |
| Latino-Américains | 1,9        | 5,9       | 16,7       |

Selon l’American Community Survey, pour la période 2011-2015, 93,70 % de la population âgée de plus de 5 ans déclare parler anglais à la maison, alors que 2,32 % déclare parler une langue hmong, 1,35 % l'espagnol, 0,59 % une langue chinoise, 0,50 % l'allemand et 1,53 % une autre langue.

### Religion

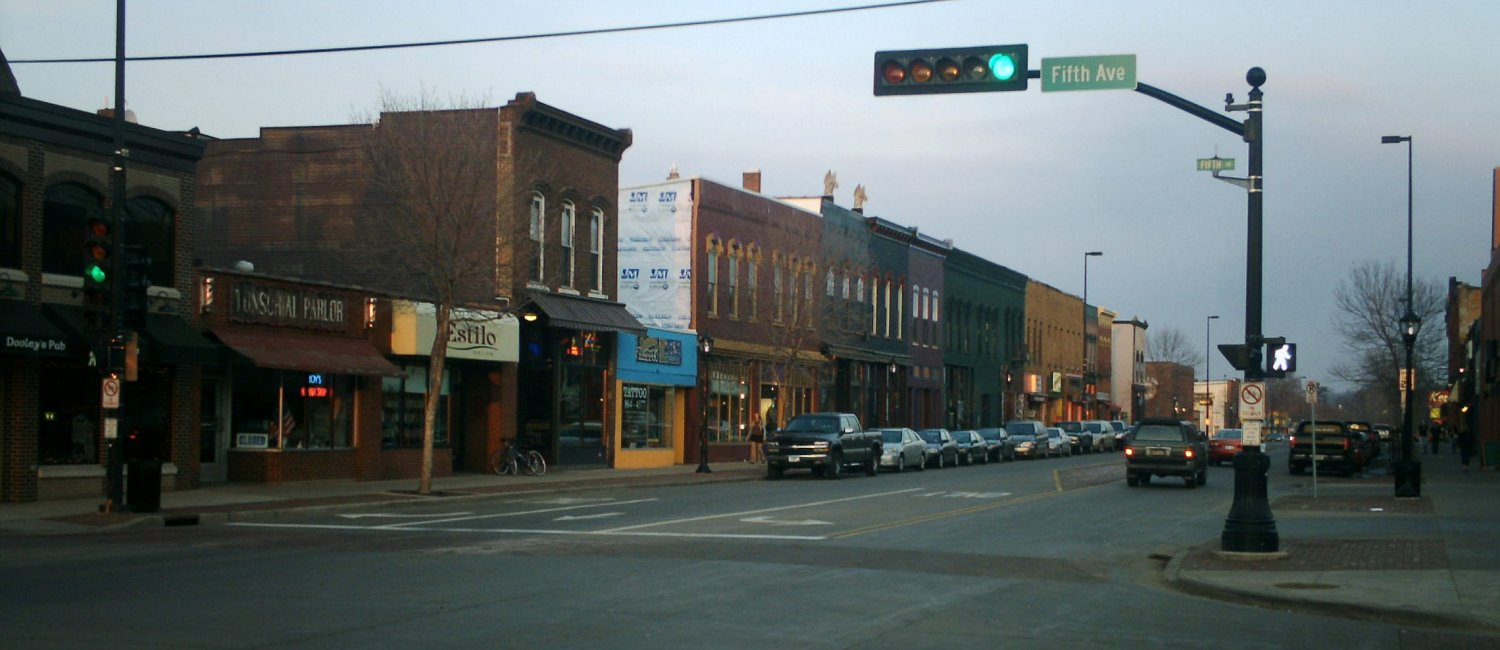
Water St.

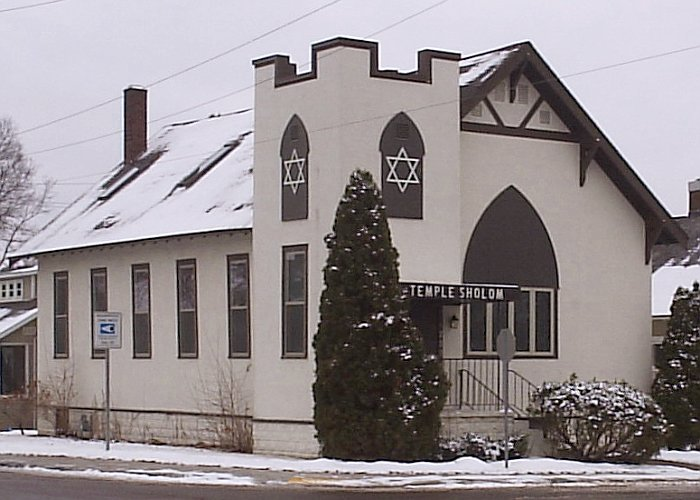
Synagogue: Temple Sholom à Eau Claire

En plus de l'unique synagogue, la ville possède nombre d'églises, représentant différents corps du christianisme. (Il y a aussi une mosquée près d'Altoona.) Parmi les plus de 70 églises d'Eau Claire on compte :
- Église apostolique - 1 congrégation
- Assemblées de Dieu - 2 congrégations
- Église baptiste - 8 églises (dont une de la congrégation de la SBC)
- Catholique - 5 Paroisses dans le Diocèse de La Crosse & Eau Claire, qui a trois autres paroisses, une à Altoona, une à Elk Mound et une à Brackett[6]
- Science chrétienne - 1 congrégation
- Église du Christ - 2 congrégations
- Épiscopalien - 1 congrégation
  - Le Diocèse épiscopal d'Eau Claire a une succursale à Eau Claire.
- Hmong Christian Alliance - 1 congrégation
- Témoins de Jéhovah - 1 congrégation
- Luthérien - près de 20 églises représentant 6 synodes
  - Evangelical Lutheran Synod (ELS)
  - Evangelical Lutheran Church in America (ELCA)
  - Church of the Lutheran Brethren of America
  - Église luthérienne - Synode du Missouri (LCMS)
  - Church of the Lutheran Confession
  - Wisconsin Evangelical Lutheran Synod (WELS)
- Méthodiste - 4 congrégations
- Mennonite Church USA - 1 congrégation se rencontrant 2 dimanches par mois
- Église de Jésus-Christ des saints des derniers jours - 1 congrégation
- Nazarene - 1 congrégation
- Pentecôtisme - près de 10 congrégations affiliées
- Presbytérianisme - 2 congrégations
- Société religieuse des Amis - 1 congrégation
- Armée du salut - 1 congrégation
- Église adventiste du septième jour - aucune congrégation, toutefois les villes environnantes d'Altoona et de Chippewa Falls ont chacune 1 congrégation
- Universaliste unitarien - 1 congrégation[7]
- Église unie du Christ - 3 congrégations
- Unity School of Christianity - 1 congrégation
- Wesleyan Church - 1 congrégation

### Enseignement

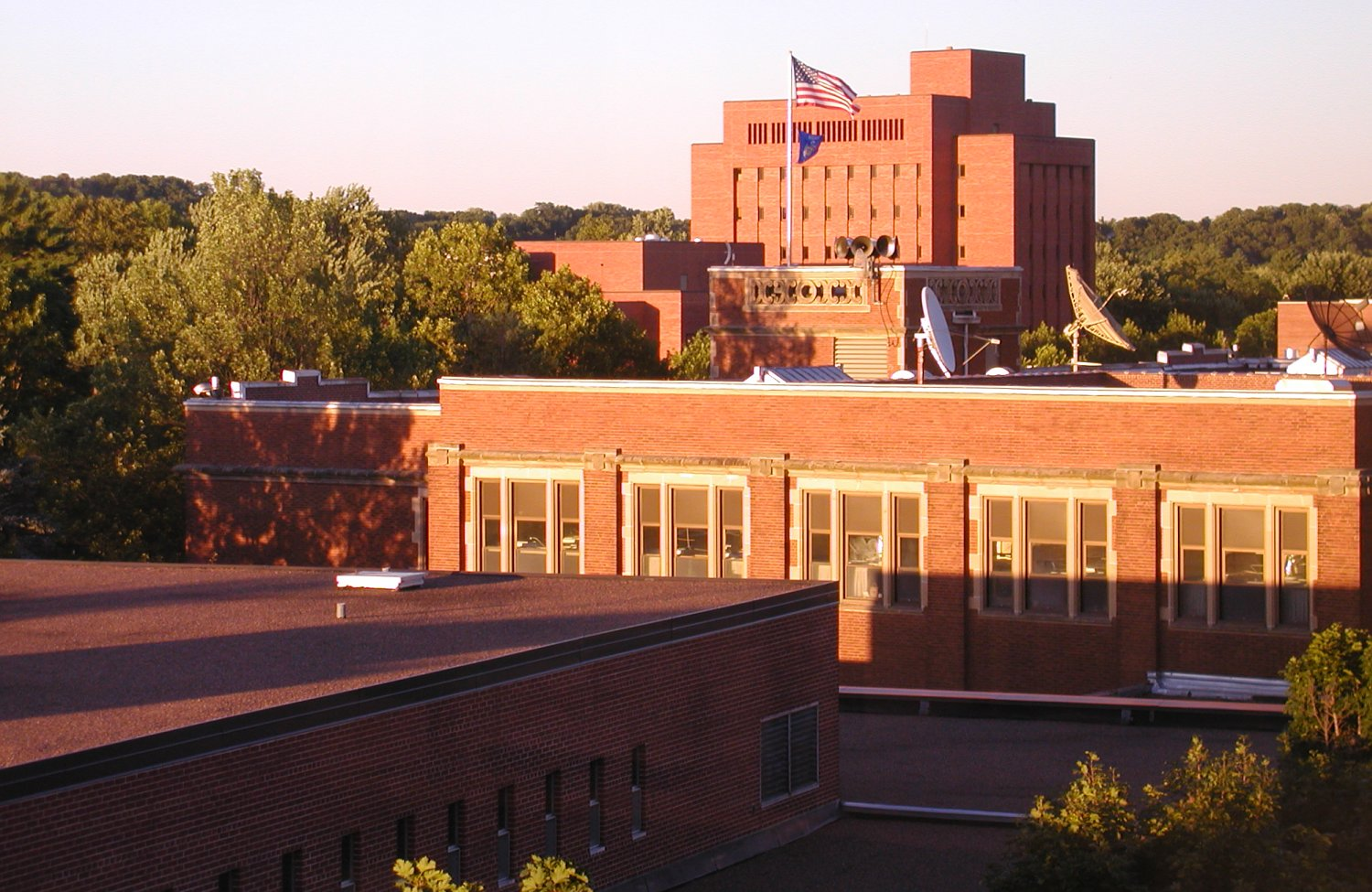
L'Université du Wisconsin à Eau Claire

Eau Claire possède plusieurs universités et lycées, incluant l'Université du Wisconsin à Eau Claire (UWEC), l'Immanuel Lutheran College privée de confession luthérienne, et trois campus du Chippewa Valley Technical College (CVTC).
Il y a deux lycées privés à Eau Claire : le lycée Regis High School affilié à l'Église catholique et le lycée et établissement d'enseignement supérieur Immanuel Lutheran College.
Il y a deux lycées publics dans l'Eau Claire Area School District : la Memorial High School et la North High School.
Il y a deux écoles charters à Eau Claire : la McKinley Charter School, et la Technology Charter School.
Il y a trois middle schools publiques dans l'Eau Claire Area School District: la Delong Middle School, la Northstar Middle School et la South Middle School.

### Médias

#### Presse écrite
Le journal local quotidien est l'Eau Claire Leader-Telegram , avec près de 26 901 exemplaires par jour en semaine et 38 824 exemplaires pour la publication du dimanche. Il y a aussi un bimensuel appelé - Volume One , et un certain nombre de petites publications mensuelles ou autre distribués dans la région.

#### Télévision
Les stations TV de la région d'Eau Claire sont:
- WEAU, Channel 13 (NBC)
- WQOW, Channel 18 (ABC)
- WHWC, Channel 28 (PBS; Menomonie)
- WEUX, Channel 48 (FOX)

WEAU dessert aussi la région de La Crosse, et la WKBT (CBS) de La Crosse dessert Eau Claire.

## Économie
L'industrie du bois a conduit le développement d'Eau Claire à la fin du XIXe siècle. À un moment, il y eut 22 scieries en activité dans la ville. Aujourd'hui, les soins médicaux et l'éducation sont les premiers secteurs d'emploi à Eau Claire.
Depuis la perte de plusieurs milliers d'emplois à la fin des années 1990 (à cause de la fermeture de la fabrique de pneus Uniroyal—Uniroyal est devenu une partie de Michelin), l'économie de la ville a été remodelée par l'ouverture d'un certain nombre d'usines de fabrication de matériel informatique, comme la Hutchinson Technology (la compagnie est basée à Hutchinson (Minnesota)) et la 3M, basée à Minneapolis-St. Paul.
Eau Claire héberge quelques compagnies national/régional dont Menards, National Presto Industries, Inc., Silver Spring Gardens (le plus grand producteur de raifort mondial) et Erbert & Gerberts (une chaine de sandwichs du midwest).

## Transports

### Aéroports
Eau Claire est desservie par l’aéroport régional de Chippewa Valley.

### Transports en commun
- La ligne de bus Eau Claire Transit.

### Autoroutes et grands axes
| Interstate 94                                                            |
| U.S. Route 12 ("Clairemont Avenue")                                      |
| U.S. Route 53 ("The Bypass")                                             |
| Business US-53 ("Hastings Way")                                          |
| Highway 29 (Dévie d'Eau Claire au nord)                                  |
| Highway 37 ("Hendrickson Drive")                                         |
| Highway 85 (Se termine dans la Wis. 37 juste à l'extérieur d'Eau Claire) |
| Highway 93                                                               |
| Highway 124 (Réduite en 2006, se termine maintenant à Lake Hallie)       |
| Highway 312 ("North Crossing")                                           |

## Culture et patrimoine

Le Kiosque à Musique Sarge Boyd dans le Parc Owen apparaît sur le Registre National des Lieux Historiques.

### Sports
L'Eau Claire Express est une équipe de baseball qui joue dans la Northwoods League, une NCAA de baseball en été. Leurs matchs ont lieu dans Carson Park à Eau Claire.
Les Eau Claire Cavaliers, une équipe de baseball amateur, qui joue aussi au Carson Park.
Les Chippewa Valley Predators, membre de la Great Plains Football League semi-pro, joue dans le stade de Carson Park.  Débutant en 2007, la Eau Claire Crush deviendra la 2e équipe semi-pro du secteur.
Eau Claire a aussi un club de patinage artistique à la Hobbs Ice Arena.

## Jumelage
- Lismore, Australie